# Charlotte
Charlotte es una ciudad estadounidense, del condado de Mecklenburg, Carolina del Norte, con una población de más de 730 000 habitantes en 2010, lo que la sitúa como la ciudad más poblada del estado. Se encuentra ubicada al centro-sur del mismo, cerca del límite con Carolina del Sur y de la ribera izquierda del río Catawba.
Charlotte es una ciudad que ha tomado mucha importancia en los Estados Unidos, ya que es un destacado centro financiero y energético, siendo sede dos de los bancos más grandes del país, Wachovia y Bank of America, y la compañía de electricidad Duke Energy.
Charlotte turísticamente ha crecido también al ser sede de las franquicias de Charlotte Hornets (NBA), Carolina Panthers (NFL) y Charlotte FC (MLS)

## Nombre
La ciudad fue incorporada en el año 1768, y llamada así en honor de la reina de Gran Bretaña, Carlota de Mecklemburgo-Strelitz (Charlotte en inglés), consorte del rey Jorge III, con quien se casó el año anterior.

## Historia
Topper es un importante yacimiento arqueológico ubicado a lo largo del río Savannah, en el Condado de Allendale (Carolina del Sur), a 295 km de la actual ciudad de Charlotte del cual se ha postulado una posible presencia humana tan antigua, pre-Clovis en arenas aluviales de dieciséis mil a veinte mil años de antigüedad. En 2004, el arqueólogo estadounidense Albert Goodyear de la Universidad de Carolina del Sur, que trabaja en el sitio desde 1980, anunció también dataciones con carbono-14 que arrojaron como resultado una posible presencia humana en el lugar hace unos cincuenta mil años, aunque muchos cuestionan estas investigaciones. 
En el siglo XVII, el área de Charlotte aún estaba habitada por la tribu indígena catawba, que significa «gente del río» y que había establecido áreas habitables a lo largo del río desde el 8000 a. C.. Huyendo de sus enemigos en 1640, los catawba formaron parte de la nación india sioux en Las grandes llanuras occidentales.
En 1523, Lucas Vázquez de Ayllón, y con autorización del emperador Carlos I de España, organizó una expedición para buscar el pasaje norte a las Islas de las Especias, explorando la costa este del actual Estados Unidos (estados de Virginia y Carolina del Norte). 
En 1526, Vázquez de Ayllón fue el primer europeo en explorar y trazar un mapa de la bahía de Chesapeake. Estableció un breve poblado al que llamó «San Miguel de Guadalupe». La localización de ese poblado es discutida, y algunos autores la sitúan en lo que posteriormente fue la ciudad de Jamestown (Virginia), y otros en la desembocadura del río Pee Dee.
En 1567, el capitán Juan Pardo dirigió una expedición hacia el interior para reclamar el área para la colonia española de la Florida, así como crear otra ruta para proteger las minas de plata en México. Pardo hizo una base de invierno en Joara, que rebautizó como Cuenca. La expedición construyó el Fuerte de San Juan y dejó a treinta hombres en él, mientras que Pardo viajó más lejos y construyó y dejó personal en otros cinco fuertes. Volvió por una ruta diferente a Santa Elena en Parris Island, Carolina del Sur, a continuación, al centro de la Florida española. En la primavera de 1568, los indígenas mataron a todos los soldados y quemaron los seis fuertes construidos en el interior, incluido el Fuerte de San Juan. Aunque los españoles nunca regresaron al interior, este fue el primer intento europeo de colonización del interior de lo que se convirtió posteriormente en los Estados Unidos. Un diario del siglo XVI de Pardo escrito por su ayudante Bandera y otros hallazgos arqueológicos encontrados desde 1986 en Joara lo han confirmado.
El 25 de marzo de 1584, la reina Isabel I concedió a Raleigh una carta real para colonizar el área de Norteamérica. Esta especificaba que Raleigh estaba obligado a establecer una colonia en Norteamérica o perdería su derecho de colonización. Raleigh e Isabel I pretendían que la expedición proporcionara riquezas desde el Nuevo Mundo y una base desde la que enviar expediciones de corsarios contra la Flota de Indias de España. Raleigh jamás visitó en persona América del Norte. Raleigh estableció dos colonias sobre la costa, pero ambas acabarían en el fracaso, entre ellas la Colonia de Roanoke. Ese era el segundo territorio que los británicos intentaron colonizar en el continente. 
El 27 de abril de 1584 Raleigh envió a Philip Amadas y Arthur Barlowe al mando de una expedición para explorar la costa este de América del Norte. Llegaron a la isla de Roanoke el 4 de julio, y pronto establecieron relaciones con los nativos locales, los secotan y los croatoan. Barlowe volvió a Inglaterra con dos croatoan llamados Manteo y Wanchese, quienes pudieron describir las divisiones y la geografía de la zona a Raleigh. Basándose en esta información, Raleigh organizó una segunda expedición, dirigida por sir Richard Grenville. 
Virginia Dare fue la primera persona de padres ingleses nacida en América, y su nacimiento fue en Carolina del Norte. Lo que ocurrió con ella y los demás colonos de Roanoke es un misterio.
El Imperio británico comenzó a tomar forma a principios del siglo XVII, mediante el establecimiento de la colonia de Jamestown en 1607, en Virginia por parte de Inglaterra, lo que sería el comienzo de las Trece Colonias en Norteamérica, que fueron el origen de Estados Unidos así como de las provincias marítimas de Canadá. Los navíos Susan Constant, Godspeed y Discovery salieron el 16 de diciembre de 1606 desde los muelles de Blackwall en el río Támesis (sur de Inglaterra), se detuvieron en las Islas Canarias (España) por agua, llegaron a Martinica (Francia) el 23 de marzo. Posteriormente llegaron al cabo sur de la bahía de Chesapeake (Estados Unidos) en abril de 1607. No permanecieron allí mucho tiempo. Cuando hacían un reconocimiento de la costa, los indígenas se presentaron y los persiguieron hasta que regresaron a las naves. Pero el cartógrafo Richard Hakluyt les había dado instrucciones de dónde convenía que establecieran su colonia, y el 14 de mayo ya tenían elegido un sitio, casi cien kilómetros tierra adentro, junto al recién bautizado río James, donde construyeron el fuerte de Jamestown en menos de un mes. En 1994 un grupo de arqueólogos descubrió el sitio donde se ubicaba el fuerte de Jamestown. Durante años se pensó que el río se había llevado el fuerte.
A partir de la década de 1750, Hagler, el jefe de los catawba, trabajó para establecer relaciones pacíficas con los nuevos colonos blancos. Debido a ello, sufrió una emboscada y fue asesinado por una banda de siete shawnees, que no querían la paz. En 1763, los británicos negociaron un acuerdo de tierras con catawban, por 144 000 acres a lo largo del río Catawba, que se reservaría para los indios.
En 1710, debido a discusiones de la gobernación, la colonia de Carolina se dividió en Carolina del Norte y Carolina del Sur. En 1729, Carolina del Norte se convirtió en una colonia independiente.  
Las diferencias en los modos de asentamiento de la parte oriental y occidental de Carolina del Norte afectaron a la vida política, económica y social del estado desde el siglo XVIII hasta el siglo XX. El este del estado fue colonizado en gran parte por inmigrantes de Inglaterra y de las Highlands de Escocia. El oeste (actual Charlotte) fue colonizado en gran parte por los escoceses, irlandeses y protestantes de Alemania. 
Charlotte Town, como era conocido, se incorporó en noviembre de 1768.
Una victoria importante de Estados Unidos en la guerra tuvo lugar en el King's Pinnacle, a lo largo de la frontera entre Carolina del Norte y Carolina del Sur. En la Batalla de King's Mountain, justo al suroeste de Charlotte, en la frontera de Carolina del Sur, los fronterizos de Georgia, Virginia y ambas Carolinas se combinaron para una victoria sobre los británicos, en una escaramuza muy significativa el 7 de octubre de 1780. La batalla épica, en que los británicos sufrieron grandes bajas, fue reconocido como un instrumento para poner fin a la Guerra de la Independencia.
La primera fiebre del oro, en lo que se convertiría en varias búsquedas de oro en todo el nuevo país, comenzó en Charlotte, donde se encontró el primer hallazgo verificado de oro en los Estados Unidos. Con el descubrimiento de una pepita de diecisiete libras en 1799, la ciudad experimentó un auge temporal cuando los buscadores inundaron Charlotte. La primera mina de oro de la nación fue operada por Reed Gold Mine, hasta 1914. Antes de que el mineral se agotara, se encontraron varias vetas productivas. La minería continuó en menor grado en las vetas que se encontraron en el área, pero, a partir de 1849, la mayoría de los mineros rompieron el campamento y se trasladaron al oeste para probar suerte en los campos de oro de California.
Los afroamericanos libres no estuvieron autorizados a votar hasta 1835. Aunque en Carolina del Norte la esclavitud representaba un menor porcentaje de la población que en algunos estados del Sur, según el censo de 1860, el 33 % de la población (de 992 622 personas), eran esclavos afroamericanos. Los esclavos vivían y trabajaban en las plantaciones, principalmente en la zona oriental de Tidewater. Además, 30 463 negros libres vivían en el estado, principalmente concentrados en la zona oriental de la planicie costera, en especial en torno a los puertos, como Wilmington y New Bern.
En 1860, Carolina del Norte fue un estado totalmente rural, sólo una ciudad, la ciudad portuaria de Wilmington, tenía una población de más de diez mil habitantes. En Raleigh, la capital del estado, había apenas poco más de cinco mil residentes. El Estado de Carolina del Norte se negó a unirse a los Estados Confederados de América. 
La esclavitud fue practicada en la América británica desde el principio de la era colonial, y fue firmemente establecida cuando se firmó la Declaración de Independencia de los Estados Unidos. Tras esto, existió una expansión gradual de abolicionismo en el Norte, mientras la rápida expansión de la industria del algodón desde 1800 causó al Sur aferrarse fuertemente a la esclavitud, e intentar expandirla a los nuevos territorios occidentales del país. Así, la esclavitud polarizó la nación en estados esclavistas y estados libres mediante la línea Mason-Dixon, que separaba a Maryland (esclavista) y Pensilvania (libre). Pero con la victoria de la Unión en la guerra civil estadounidense, el sistema de trabajo esclavo fue abolido en el Sur de este País. 
En la década de 1940, el Hogar Metodista adquirió la casa Alexander Ezequías y el terreno circundante. En 1949, las Hijas de la Revolución Americana (DAR) alquilaron la casa y la propiedad contigua del Hogar Metodista para restaurar la «Casa de la Roca», que estaba muy deteriorada. Un comité de todos los capítulos de Charlotte DAR dirigió el sitio y mantuvo la casa abierta. para visitas periódicas. En 1969, este comité estableció formalmente la Fundación Alexander Ezequías, Inc.  El 3 de julio de 1976 se inauguró como el Museo de Historia Mint. El museo y la sede fueron administrados por el Museo Mint desde 1975 hasta 1987. En 1987, responsabilidad administrativa fue trasladado a la División de Parques y Recreación de la ciudad y el museo recibió el nombre de Museo de Historia Charlotte. El 1 de julio de 1990, la Fundación Alexander Ezequías recuperó la plena administración y el apoyo del museo y la vivienda familiar. El 6 de febrero de 2002, la fundación cambió oficialmente su nombre a la Charlotte Museum of History, Inc. 
En 1943 empieza la historia del Discovery Place Science, un museo de ciencia y tecnología para visitantes de todas las edades en Charlotte. La maestra de escuela llamada Laura Owens, decidió que sus estudiantes necesitaban un entorno práctico en el que observar y aprender sobre estas cosas. Con la ayuda de la comunidad, abrió un pequeño museo en la calle Cecil. El pequeño experimento de Laura Owens fue tan bien recibido que pronto la comunidad. El nuevo Museo se inauguró en 1951, como una de las primeras instalaciones en el sureste enfocado en unir a las familias y la naturaleza. A medida que crecieron las necesidades de la comunidad, la instalación se expandió.  
Desde 1963, en Charlotte se corre la prueba más larga automovilismo internacional del NASCAR: las 600 Millas. La primera asociación de automóviles stock, la NASCAR, nació en diciembre de 1947. Dos meses después, el 15 de febrero de 1948 se disputó la primera carrera en la historia de NASCAR, esta fue celebrada en Daytona y fue ganada por Red Byron en un Ford modificado. NASCAR es la categoría automovilística más comercial y popular de los Estados Unidos, y la competición de stock cars («automóviles de serie») más importante del mundo. 
El 31 de marzo de 1973 se crea el parque temático Carowinds fue concebido originalmente como un componente de un gran complejo que incluiría hoteles, un centro comercial, un campo de golf y un estadio de la NFL .Fue el resultado de un período de planificación de cuatro años encabezado por el empresario de Charlotte Earl Patterson Hall, quien se inspiró para construir el parque en un viaje a Disneyland en 1956 y el sueño de unir a los dos estados.

## Geografía

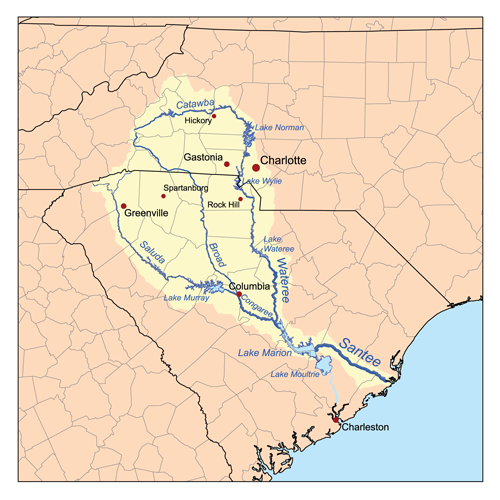
Ubicación de Charlotte en un mapa de la cuenca del río Santee.

De acuerdo con la Oficina del Censo de los Estados Unidos, la ciudad tiene un área de 629 km², de los cuales 627.5 km² son terrenos sólidos y los restantes 1.6 km² están compuestos de agua (0.25 %).

## Clima
Está ubicada en la zona de clima húmedo subtropical. Tiene inviernos moderados y veranos calientes y húmedos. Durante el mes de enero, las temperaturas mínimas por las mañanas son, en promedio, 0 °C y los promedios máximos son 11 °C. En julio, los promedios oscilan entre 21 y 32 °C. Recibe unos 1107 mm de lluvia al año.
| Parámetros climáticos promedio de Charlotte, Carolina del Norte (Aeropuerto Internacional de Charlotte-Douglas), normales1991‑2020, extremos 1878‑presente | Parámetros climáticos promedio de Charlotte, Carolina del Norte (Aeropuerto Internacional de Charlotte-Douglas), normales1991‑2020, extremos 1878‑presente | Parámetros climáticos promedio de Charlotte, Carolina del Norte (Aeropuerto Internacional de Charlotte-Douglas), normales1991‑2020, extremos 1878‑presente | Parámetros climáticos promedio de Charlotte, Carolina del Norte (Aeropuerto Internacional de Charlotte-Douglas), normales1991‑2020, extremos 1878‑presente | Parámetros climáticos promedio de Charlotte, Carolina del Norte (Aeropuerto Internacional de Charlotte-Douglas), normales1991‑2020, extremos 1878‑presente | Parámetros climáticos promedio de Charlotte, Carolina del Norte (Aeropuerto Internacional de Charlotte-Douglas), normales1991‑2020, extremos 1878‑presente | Parámetros climáticos promedio de Charlotte, Carolina del Norte (Aeropuerto Internacional de Charlotte-Douglas), normales1991‑2020, extremos 1878‑presente | Parámetros climáticos promedio de Charlotte, Carolina del Norte (Aeropuerto Internacional de Charlotte-Douglas), normales1991‑2020, extremos 1878‑presente | Parámetros climáticos promedio de Charlotte, Carolina del Norte (Aeropuerto Internacional de Charlotte-Douglas), normales1991‑2020, extremos 1878‑presente | Parámetros climáticos promedio de Charlotte, Carolina del Norte (Aeropuerto Internacional de Charlotte-Douglas), normales1991‑2020, extremos 1878‑presente | Parámetros climáticos promedio de Charlotte, Carolina del Norte (Aeropuerto Internacional de Charlotte-Douglas), normales1991‑2020, extremos 1878‑presente | Parámetros climáticos promedio de Charlotte, Carolina del Norte (Aeropuerto Internacional de Charlotte-Douglas), normales1991‑2020, extremos 1878‑presente | Parámetros climáticos promedio de Charlotte, Carolina del Norte (Aeropuerto Internacional de Charlotte-Douglas), normales1991‑2020, extremos 1878‑presente | Parámetros climáticos promedio de Charlotte, Carolina del Norte (Aeropuerto Internacional de Charlotte-Douglas), normales1991‑2020, extremos 1878‑presente |
| Mes | Ene. | Feb. | Mar. | Abr. | May. | Jun. | Jul. | Ago. | Sep. | Oct. | Nov. | Dic. | Anual |
| --- | --- | --- | --- | --- | --- | --- | --- | --- | --- | --- | --- | --- | --- |
| Temp. máx. abs. (°C) | 26.1 | 27.8 | 32.8 | 35.6 | 36.7 | 40 | 40 | 40 | 40 | 37.2 | 29.4 | 26.7 | 40 |
| Temp. máx. media (°C) | 11.3 | 13.7 | 17.9 | 22.9 | 26.7 | 30.5 | 32.4 | 31.4 | 28.2 | 22.9 | 17.2 | 12.7 | 22.3 |
| Temp. media (°C) | 5.6 | 7.6 | 11.5 | 16.2 | 20.6 | 24.8 | 26.7 | 25.9 | 22.6 | 16.6 | 10.8 | 7.1 | 16.3 |
| Temp. mín. media (°C) | -0.1 | 1.6 | 5.1 | 9.5 | 14.4 | 19 | 21.1 | 20.4 | 17 | 10.2 | 4.3 | 1.4 | 10.3 |
| Temp. mín. abs. (°C) | -20.6 | -20.6 | -15.6 | -6.1 | 0 | 7.2 | 11.7 | 10 | 3.3 | -4.4 | -11.7 | -20.6 | -20.6 |
| Precipitación total (mm) | 88.6 | 79.5 | 100.3 | 97.5 | 85.3 | 101.3 | 95 | 110.5 | 94.2 | 80.3 | 84.1 | 90.7 | 1107.4 |
| Nevadas (cm) | 4.1 | 2.8 | 0.8 | 0 | 0 | 0 | 0 | 0 | 0 | 0 | 0.3 | 1 | 8.9 |
| Días de precipitaciones (≥ 0.2 mm) | 10.3 | 9.7 | 10.2 | 9.0 | 9.5 | 10.6 | 10.5 | 10.1 | 7.7 | 7.1 | 8.1 | 9.6 | 112.4 |
| Días de nevadas (≥ 0.2 cm) | 0.9 | 0.5 | 0.2 | 0.0 | 0.0 | 0.0 | 0.0 | 0.0 | 0.0 | 0.0 | 0.0 | 0.3 | 1.9 |
| Horas de sol | 173.3 | 180.3 | 234.8 | 269.6 | 292.1 | 289.2 | 290.0 | 272.9 | 241.4 | 230.5 | 178.4 | 168.5 | 2821 |
| Humedad relativa (%) | 65.7 | 61.8 | 61.5 | 59.3 | 66.9 | 69.6 | 72.2 | 73.5 | 73.3 | 69.9 | 67.6 | 67.3 | 67.4 |
| Fuente: NOAA (humedad y horas de sol 1961‑1990). | | | | | | | | | | | | | |

## Área metropolitana
La población de Charlotte es de 594 359 habitantes, de acuerdo con un estimado del censo estadounidense de 2004. La zona metropolitana de Charlotte-Gastonia-Salisbury está compuesta de los condados de Mecklenburg, Gaston, Lincoln, Cabarrus, Union, Iredell, Cleveland, Anson, Rowan y Stanly en Carolina del Norte. Cruza la frontera estatal llegando a Carolina del Sur con los condados de York, Lancaster y Chester. La población del área metropolitana es de 1 897 034 habitantes (2004). La aerolínea American Airlines posee un hub importante en esta ciudad.

## Demografía
En 2004, vivían en Charlotte 614 330 personas, y 801 137 en el conjunto del condado (Mecklenburg). La densidad de población de Charlotte es de 861.9 hab./km². La población en su zona metropolitana según los censos del 2000 era de 1.5 millones de habitantes. Según estudios, la población del condado de Mecklenburg para el 2010 alcanzará la cifra de un millón de habitantes.

## Educación
Las Escuelas de Charlotte-Mecklenburg gestiona escuelas públicas.

## Deporte

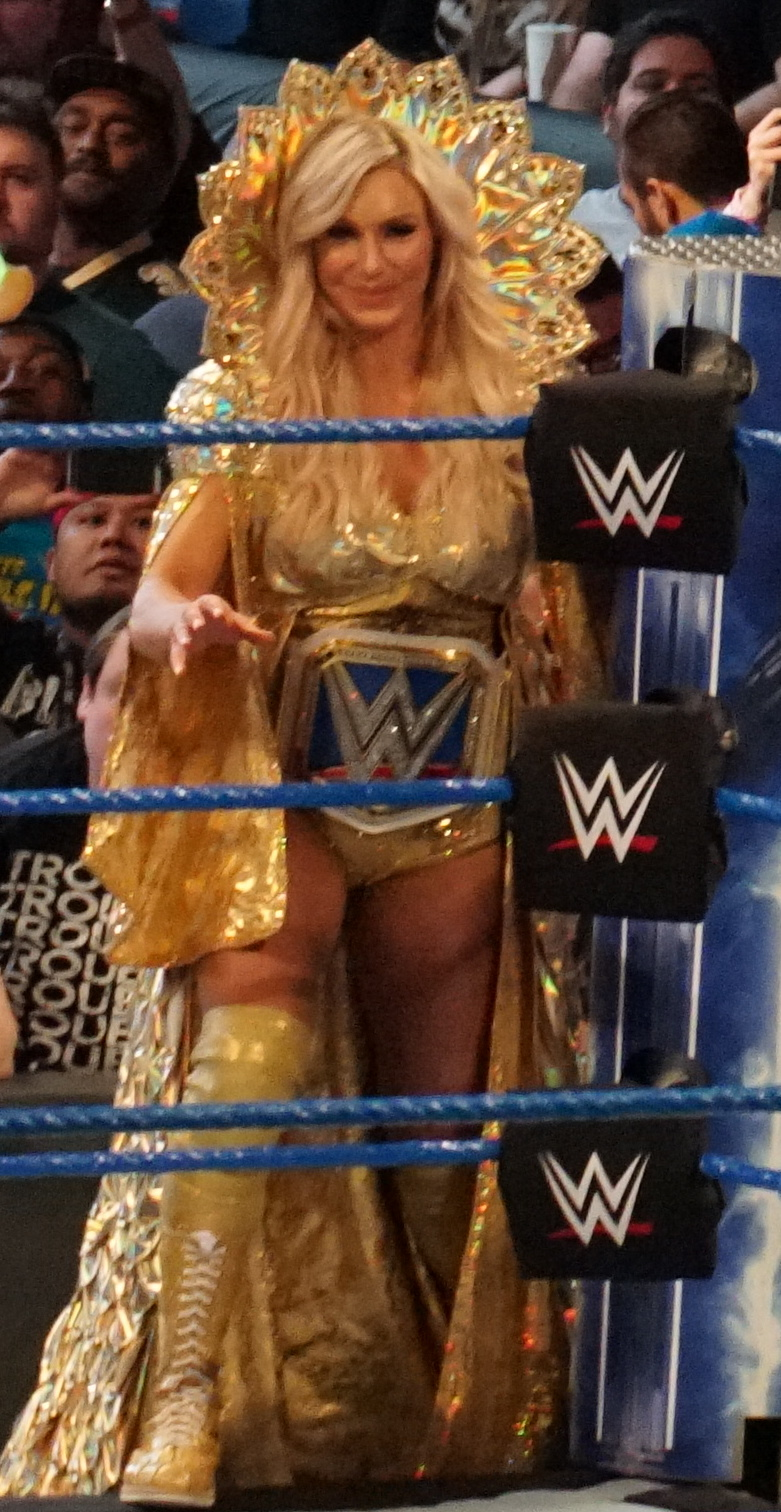
La luchadora profesional de la WWE Ashley Fliehr es oriunda de Charlotte, incluso es conocida internacionalmente como Charlotte Flair.

Charlotte estuvo representada en el baloncesto estadounidense por los Charlotte Hornets entre 1988 y 2002, por los Charlotte Bobcats entre 2004 y 2014 y Charlotte Hornets a partir de 2014. El equipo Carolina Panthers de la National Football League tiene sede en Charlotte. La ciudad también está representada en divisiones menores del fútbol asociación y el hockey sobre hielo.
Gran parte de los equipos de las tres divisiones nacionales de la NASCAR tienen sus bases a pocos kilómetros de Charlotte. Las tres incluyen en su calendario el óvalo de Charlotte Motor Speedway. Una de las joyas de la corona de NASCAR, las 600 Millas de Charlotte, se disputa en este circuito. Además, también alberga el All-Star de NASCAR, una semana antes de la Charlotte 600. Por último, en Charlotte se encuentra el Salón de la Fama de NASCAR.
En la ciudad, se crio el jugador de baloncesto Stephen Curry, y es la actual residencia del exluchador profesional retirado de la WWE Ric Flair. Además la luchadora profesional de la WWE Ashley Fliehr (hija de Ric Flair) es oriunda de la ciudad, incluso es conocida internacionalmente como Charlotte Flair.
| Equipo                    | Deporte          | Competición                     | Estadio                         | Creación                 |
| ------------------------- | ---------------- | ------------------------------- | ------------------------------- | ------------------------ |
| Charlotte Hornets         | Baloncesto       | National Basketball Association | Spectrum Center                 | 1988 (refundado en 2004) |
| Carolina Panthers         | Fútbol americano | National Football League        | Bank of America Stadium         | 1993                     |
| Charlotte Sting (extinto) | Baloncesto       | WNBA                            | Spectrum Center                 | 1997-2007                |
| Charlotte Independence    | Fútbol           | United Soccer League            | America Legion Memorial Stadium | 2014                     |
| Charlotte FC              | Fútbol           | MLS                             | Bank of America Stadium         | 2019                     |
| Charlotte Eagles          | Fútbol           | USL Premier Development League  | Charlotte Christian School      | 1991                     |
| Charlotte Knights         | Béisbol          | IL                              | BB&T Ballpark                   | 2014                     |

## Ciudades hermanadas
- Arequipa, Perú
- Baoding, China
- Krefeld, Alemania (1986)
- Kumasi, Ghana
- Limoges, Francia
- Vorónezh, Rusia
- Breslavia, Polonia